# Clayton (Contra Costa County, Kalifornien)
Clayton ist eine US-amerikanische Stadt im Contra Costa County im US-Bundesstaat Kalifornien. Das U.S. Census Bureau hat bei der Volkszählung 2020 eine Einwohnerzahl von 11.070 ermittelt. Die Stadt liegt bei den geographischen Koordinaten 37,94° Nord, 121,93° West. Das Stadtgebiet hat eine Größe von 10,2 km².